# Hibiscus cameronii
Hibiscus cameronii är en malvaväxtart som beskrevs av George Beauchamp Knowles och Westc.. Hibiscus cameronii ingår i Hibiskussläktet som ingår i familjen malvaväxter. Inga underarter finns listade i Catalogue of Life.